# Lomnice (Morávia-Silésia)
Lomnice é uma comuna checa localizada na região de Morávia-Silésia, distrito de Bruntál‎.